# Xã Garden Grove, Quận Christian, Missouri
Xã Garden Grove (tiếng Anh: Garden Grove Township) là một xã thuộc quận Christian, tiểu bang Missouri, Hoa Kỳ. Năm 2010, dân số của xã này là 2.929 người.